# The Second Coming of Christ
The Second Coming of Christ es una película estadounidense de acción, drama y familiar de 2018, dirigida por Daniel Anghelcev, que a su vez la escribió junto a Diana Angelson, musicalizada por Navid Hejazi, Ramin Kousha y Silvia Leonetti, en la fotografía estuvo Chris McKechnie y los protagonistas son Diana Angelson, Jason London y Quinton Aaron, entre otros. El filme fue producido por Flawless Production, 7Heaven Productions y FilmBrewery; se estrenó el 6 de marzo de 2018.

## Sinopsis
Este largometraje trata acerca de una científica que, al llegar el fin de los tiempos, se da cuenta de que siendo un verdadero creyente pueden suceder milagros.